# Sapporo Atsubetsu Stadium
Das Sapporo Atsubetsu Stadium, auch als Sapporo Atsubetsu Park Stadium (jap. 札幌厚別公園競技場) bekannt, ist ein 1986 eröffnetes Mehrzweckstadion in der japanischen Stadt Sapporo, Hokkaidō. Es ist neben dem Sapporo Dome die Heimspielstätte des Fußballvereins Hokkaido Consadole Sapporo, der momentan in der J2 League, der zweithöchsten Liga des Landes, spielt. Das Stadion hat ein Fassungsvermögen von 20.861 Personen.